# Budy Wolskie (Łódź)
Pour les articles homonymes, voir Budy Wolskie.
Budy Wolskie est une localité polonaise de la gmina d'Aleksandrów Łódzki, située dans le powiat de Zgierz en voïvodie de Łódź.